# Parlamentswahl in Südafrika 1981
Die Parlamentswahl in Südafrika 1981 fand am 29. April 1981 in der Republik Südafrika für das House of Assembly statt. In ihrem Vorfeld und in den Wahlergebnissen trat ein Erstarken politisch rechtsgerichteter bis extremer Kräfte innerhalb des Apartheidstaates zu Tage, die zur regierenden Nasionale Party parlamentarisch und außerparlamentarisch kritische bis ablehnende Positionen bezogen.

## Vorgeschichte

### Wahlkreiszuschnitte
Eine berufene Wahlkreiskommission hatte zur Vorbereitung auf die Parlamentswahlen 1981 die Wahlkreise nach demographischen und anderen Gesichtspunkten untersucht. Auf der Basis ihres Berichts wurden Vorschläge zur Veränderung einiger Wahlkreiszuschnitte am 6. September 1980 durch den südafrikanischen Staatspräsidenten öffentlich vorgestellt. Veränderungen betrafen Wahlkreise in drei von vier südafrikanischen Provinzen.
Auflösungsvorschläge zu Wahlkreisen gab es demnach in:
- Kapprovinz: drei Wahlkreise (Griqualand East, Morreesburg und Somerset East)
- Natal: ein Wahlkreis (Musgrave)
- Transvaal: fünf Wahlkreise (Marico, Orange Grove, Prinshof, Von Brandis und Witwatersburg)

Als Ersatz für die aufzulösenden Wahlkreise schlug die Kommission die Neubildung folgender Kreise vor:
- Kapprovinz: drei Wahlkreise (De Kuilen, Sundays River und Wellington)
- Natal: ein Wahlkreis (Greyton)
- Transvaal: fünf Wahlkreise (Helderkruin, Nort Rand, Modderfontein, Roodeplaat und Ventersdorp)

### Sezessionstendenzen
Im Verlaufe von Nachwahlen zu einzelnen Parlamentssitzen für die zu Ende gehende Wahlperiode gab es im März 1980 im Wahlkreis Fauresmith Ergebnisse, die eine Schwächung der regierenden Nasionale Party zum Vorteil von Kandidaten aus dem rechten Rand des konservativen Spektrums zeigte. Die Auszählungsergebnisse (Wahlbeteiligung 77,8 %) waren wie folgt:
| Name                               | Partei | Stimmergebnis 1977 | Stimmergebnis 1980 |
| ---------------------------------- | ------ | ------------------ | ------------------ |
| Phillipus Johannes Scholtz Olivier | NP     | 5597               | 4984               |
| Charl Hertzog                      | HNP    | 462                | 1647               |
| P. E. van Rensburg                 | NCP    | -                  | 513                |
| NP-Stimmenmehrheit                 |        | 5135               | 3337               |

Eine andere Tendenz zeichnete sich im September 1980 bei Nachwahlen (Wahlbeteiligung 82,9 %) des Wahlkreises Simonstown ab. John Wiley repräsentierte seit 1964 den Wahlkreis und stand für eine „weiße“ Einheit nach den politischen Leitlinien des Premierministers Botha.:
| Name               | Partei | Stimmergebnis 1977 | Stimmergebnis 1980 |
| ------------------ | ------ | ------------------ | ------------------ |
| John Wiley         | NP     | 4927               | 6250               |
| Eddie Barlow       | PFP    | 3306               | 5068               |
| NP-Stimmenmehrheit |        | 1621               | 1182               |

Die Nachwahl (Wahlbeteiligung 70,55 %) im Oktober 1980 im Wahlkreis East London North war davon gekennzeichnet, dass John Malcomess, ursprünglich Parlamentsabgeordneter der New Republic Party (NRP), zur Progressive Federal Party wechselte. Beobachter berichteten, dass die NRP auch Stimmen aus dem Lager der Regierungspartei (NP) erhielt und sogar ein ehemaliger Bürgermeister von East London, Robbie de Lange, für Bell öffentlich Unterstützung signalisiert hatte.
| Name                | Partei | Stimmergebnis 1977 | Stimmergebnis 1980 |
| ------------------- | ------ | ------------------ | ------------------ |
| Harland Bell        | NRP    | 5155               | 5135               |
| John Malcomess      | PFP    | 2928               | 3783               |
| NRP-Stimmenmehrheit |        | 2227               | 1352               |

Diese drei Beispiele skizzieren die Fraktionierung der Wähler im konservativen Spektrum und das Erstarken von Alternativen zur regierenden Nasionale Party. Beobachter waren über die ungewöhnliche hohe Wahlbeteiligung bei Nachwahlen überrascht. Die Zeit vor den Parlamentswahlen 1981 war zudem von Attacken des rechtsgerichteten Lagers auf die Politik der regierenden Partei des Ministerpräsidenten Bothas gekennzeichnet. Ihr wurde der Vorwurf gemacht, dass sie „weiße“ Interessen ignoriere und stattdessen zu sehr „schwarze“ Interessen berücksichtige.

### Entwicklung des rechten Flügels
Vor Beginn der parlamentarischen Sitzungsperiode des Jahres 1979 gab Cornelius Petrus Mulder sein Parlamentsmandat auf und gründete mit Gleichgesinnten eine Action Front for National Priorities. Diese Gruppe trat für die Beibehaltung „nationaler Identitäten“ in Südafrika ein und vertrat eine Politik der territorialen Separation der rassistisch definierten Bevölkerungsgruppen sowie deren jeweilige politische Selbstbestimmung. Mit 160 Delegierten gründete er im November 1979 in Verwoerdburg die National Conservative Party (NCP), die bei den Parlamentswahlen 1981 lediglich 2,5 Prozent der Wählerstimmen erlangte, nur Mulder erreichte im Wahlkreis Randfontein einen etwas höheren Sympathiewert.
Die Aksie Eie Toekoms (englisch: Action own Future, abgekürzt AET) entstand aus einem Kreis konservativer burischer Akademiker. Ihre Bekanntheit nahm zu, als Betsie Verwoerd, die Frau des früheren Premierministers Verwoerd, ihre Mitgliedschaft in der NP aufgab und der AET beitrat. Zusammen mit der National Conservative Party und der Afrikaner Weerstandsbeweging bildete sich 1981 eine Allianz gegen die Regierungspolitik, die sich bei einer Versammlung in Pretoria den Namen Action: Save White South Africa (ASWSA) gab. Die Regierungspläne für eine Verfassungsänderung bezeichneten ihre Vertreter als unrealistisch und destruktiv. Ferner vertraten sie die Auffassung, dass Namibia/Südwestafrika als fester Bestandteil von Südafrika zu verwalten sei, um die Zukunft ihres Landes unter weißer Vorherrschaft zu sichern. Verhandlungen mit der UN zur Unabhängigkeit von Namibia wurden aus diesem Kreis abgelehnt. Die Lösung des „Namibia-Problems“ sahen ihre Vertreter in der Zerstörung der SWAPO.

## Wahlverfahren
Im Zuge der Wahlen zum House of Assembly standen 177 Parlamentssitze zur Verfügung, 165 waren über das unmittelbare Ergebnis in den Wahlkreisen zu erlangen. Die Legislaturperiode war auf 5 Jahre festgelegt. Den Wahlkreisen entsprechend konnten 76 Mandate für Transvaal, 55 Mandate für die Kapprovinz, 20 Mandate für die Provinz Natal und 14 Mandate für den Orange Free State erlangt werden. Weitere 12 Parlamentssitze, vier (einer pro Provinz) wurden durch den Staatspräsidenten ernannt und acht Listenspitzenmandate (etwa ein Ausgleichsmandat) nach dem Verhältniswahlrecht bestimmt, jeder Wähler hatte dazu eine separate Stimme. Das parlamentarische Wahlrecht konnte nur von der europäischstämmigen Bevölkerung ausgeübt werden.

## Ergebnisse der Parlamentswahlen
Für die Parlamentswahlen gab es 2.290.942 eingetragene Wähler, von denen 1.389.893 ihr Wahlrecht in Anspruch nahmen. Die ungültigen Stimmen beliefen sich auf 24.926 Stimmzettel und die gültigen Stimmen auf 1.364.967 Voten.
|        | Partei                                             | Vorsitzender              | Stimmergebnis | Sitze |
| ------ | -------------------------------------------------- | ------------------------- | ------------- | ----- |
|        | Nasionale Party (NP)                               | Pieter Willem Botha       | 777.558       | 131   |
|        | Progressive Federal Party (PFP)                    | Frederik van Zyl Slabbert | 265.297       | 26    |
|        | New Republic Party (NRP)                           | Vause Raw                 | 106.764       | 8     |
|        | Herstigte Nasionale Party (HNP)                    | Albert Hertzog            | 192.304       | 0     |
|        | South African Party (SAP) ging mit der NP zusammen |                           |               | 0     |
|        | National Conservative Party (NCP)                  | Cornelius Petrus Mulder   | 2,5 %         | 0     |
|        | Aksie Eie Toekoms (AET)                            | Alkmar Swart              |               | 0     |
| Gesamt |                                                    |                           |               | 165   |

## Folgeentwicklungen
Nach den Wahlen kam es zu weiteren Interaktionen rechtskonservativer Kreise. Im März 1982 gründete sich in Pretoria die Konserwatiewe Party unter Führung von Andries Treurnicht mit 7500 Gefolgsleuten. In seinem 15-Punkte-Programm zur Parteigründung warb er für „christlich nationale Prinzipien“ sowie für das kulturelle, politische und spirituelle „Überleben“ („viability“) des Afrikaner „volk“. In diesem Grundsatzpapier wurde die Bibel als normative Grundlage für die Organisation des gesellschaftlichen Lebens im Land hervorgehoben. Die geographische Trennung der Bevölkerungsgruppen wurde als Garantie ihrer jeweiligen Freiheiten und als Bollwerk gegen die Integration und „zerstörende“ („disruptive“) Kraft der Befreiungstendenzen gesehen. Während des ersten Parteikongresses im selben Jahr unterstrichen die versammelten 3000 Vertreter eine Politik strikter Apartheidsprämissen. Demnach sollten Schwarzen, Indern und Coloureds keine politischen Rechte im „weißen“ Südafrika eingeräumt werden, da sie vom „weißen Vaterland“ in ihre „eigenen“ Heimatländer zurückzuführen seien. Programmatisch stützte sich die Partei auf Verwoerds Verfassungspläne aus dem Jahre 1966, wonach jede Machtverteilung an andere Bevölkerungsgruppen ausgeschlossen war. Die Parteigründung beförderte die weitere Konsolidierung des rechtsgerichteten politischen Spektrums in Südafrika. Bekannte Konservative gaben ihre Unterstützung, darunter Betsie Verwoerd und ehemalige Minister aus vorangegangenen Regierungen, wie Louwrens Muller, Daan de Wet Nel, Jimmy Kruger, ferner Sybrand van Niekerk (ehem. Parlamentarier und Transvaal-Administrator) sowie Fanie Herman (Mitglied des President’s Council).

## Weitere zeitnahe Wahlen
Am 4. November 1981 fanden Wahlen zum regierungsnahen South African Indian Council (SAIC) statt. In deren Vorfeld gab es massive Proteste und Boykottaufrufe aus dem Kreise der politisch organisierten indischstämmigen Bevölkerung. Die Wahlbeteiligung blieb sehr verhalten. Das SAIC war nach Auffassung der Regierung das gewählte Repräsentantengremium der Inder in Südafrika, besaß jedoch keine parlamentarischen Rechte und Funktionen. Der südafrikanische Innenminister Chris Heunis eröffnete im Februar 1982 in Durban die erste Sitzung des 45-köpfigen SAIC, den er als einzige Repräsentativinstitution der indischen Bevölkerung bezeichnete, mit der die Regierungsstellen und Behörden zusammenarbeiten werden. Dessen Vorsitzender wurde Amichand Rajbansi.